# فطيرة (أسوان)
قرية فطيرة هي إحدى القرى التابعة لمركز كوم أمبو في محافظة أسوان في جمهورية مصر العربية.